# Canedo (Arganza)
Canedo es una localidad del municipio de Arganza, en la comarca de El Bierzo, en la provincia de León, Comunidad Autónoma de Castilla y León (España).

## Situación

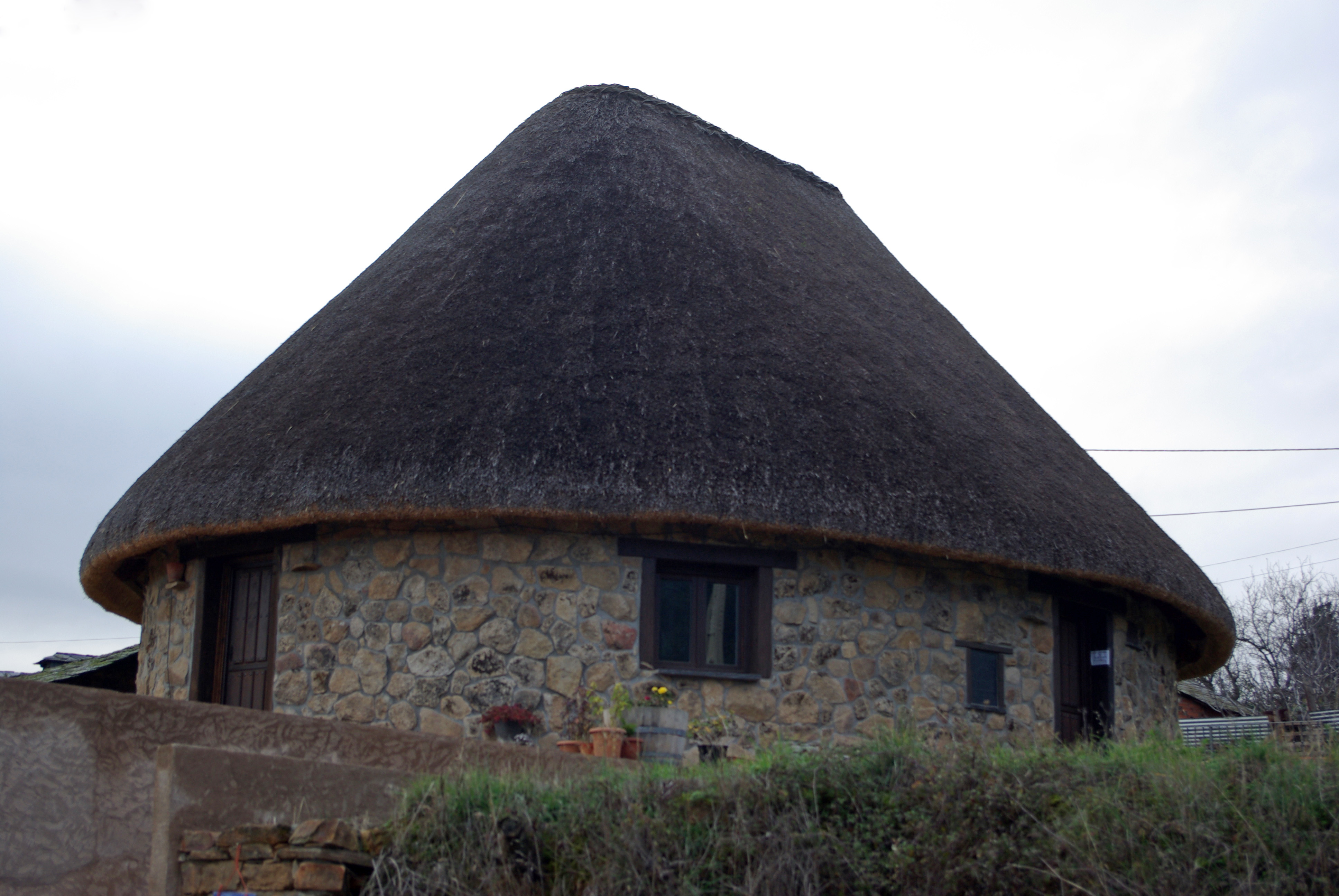
Palloza en Canedo.

Se encuentra al O de su capital, Arganza, y al E de Quilós.
Son próximas las localidades de Campelo y San Miguel de Arganza.

## Evolución demográfica
| 2000 | 2001 | 2002 | 2003 | 2004 | 2005 | 2006 | 2007 | 2008 | 2009 | 2010 | 2011 |
| 97   | 91   | 88   | 100  | 99   | 97   | 86   | 83   | 85   | 89   | 92   | 90   |